# Лабоу, Кейси
Саманта Кейси Лабоу (англ. Samantha Casey LaBow), более известная как Кейси Лабоу (англ. Casey LaBow), род. в Нью-Йорке) — американская актриса. Наиболее известна ролью Кейт Денали в фильме «Сумерки. Сага: Рассвет — Часть 2».

## Биография
Лабоу родилась и выросла в Нью-Йорке. В детстве она с отцом ходила на бродвейские постановки, благодаря чему решила стать актрисой. В 16 лет Кейси вместе с матерью и сестрой переехала в Лос-Анджелес. Сразу после школы посещала институт моды Fashion Institute of Design & Merchandising, но позже поступила Американскую академию драматического искусства. Некоторую известность актрисе принесла роль Кейт Денали в двух частях «Сумерек: Рассвет». Для получения роли Лабоу пять раз проходила кастинг.

## Фильмография
| Год       |     | Русское название                      | Оригинальное название                     | Роль          |
| --------- | --- | ------------------------------------- | ----------------------------------------- | ------------- |
| 2005      | ф   | Когтистый: Легенда о снежном человеке | The Unknown                               | Ши Ландерс    |
| 2005      | ф   | Лондон                                | London                                    | доминатрикс   |
| 2005      | ф   | Грязное дело                          | Dirty                                     | девушка в BMW |
| 2007      | с   | Лунный свет                           | Moonlight                                 | Чериш         |
| 2007      | тф  | Задворки и пули                       | Backyards & Bullets                       | н/д           |
| 2008—2009 | с   | C.S.I.: Место преступления Нью-Йорк   | CSI:NY                                    | Элла Макбрайд |
| 2010      | ф   | Скейтлэнд                             | Skateland                                 | Кенди Бойс    |
| 2010      | кор | —                                     | Notes on Lying                            | Аннабель      |
| 2011      | ф   | Сумерки. Сага: Рассвет — Часть 1      | The Twilight Saga: Breaking Dawn — Part 1 | Кейт Денали   |
| 2011      | ф   | Год в порту                           | A Year in Mooring                         | Лорен         |
| 2012      | ф   | Сумерки. Сага: Рассвет — Часть 2      | The Twilight Saga: Breaking Dawn — Part 2 | Кейт Денали   |
| 2013      | ф   | Зажги меня                            | Plush                                     | Эви           |
| 2014      | ф   | Освободите соски                      | Free the Nipple                           | Кали          |
| 2016      | с   | Банши                                 | Banshee                                   | Мэгги Банкер  |
| 2016      | с   | —                                     | Jay & Pluto                               | Лейн          |